# Ivan Dragičević
Ivan Dragičević (Bijakovići,  Bosnia y Herzegovina, 25 de mayo de 1965) es un místico católico, misionero, conferencista y escritor reconocido porque afirma recibir visiones de la virgen María conocidas como apariciones marianas de Medjugorje.

## Biografía
Ivan Dragičević nació en Bijakovići el 25 de mayo de 1965. Sus padres Zlata y Stanko son agricultores. Es el primero de tres hermanos. Después de graduarse de la escuela primaria, se matriculó en una escuela secundaria en Čitluk, pero no aprobó la primera clase. Se casó con Laureen Murphy (ex Miss Massachusetts 1990) el 23 de octubre de 1994. Tiene cuatro hijos: Kristina Marija, Mikaela, Daniel y Matthew, con quienes vive entre Medjugorje y Boston.

### Experiencia mística
En el momento de las supuestas apariciones, tenía 15 años. Afirma tener apariciones diarias desde el 24 de junio de 1981 y conocer solo nueve de los "diez secretos". Su misión de oración dada por Nuestra Señora es orar por los sacerdotes, las familias y los jóvenes del mundo. Aunque Ivan y Mirjana Dragičević comparten el mismo apellido, no están emparentados.
“Las apariciones marcaron una gran diferencia en mi vida, la diferencia entre el cielo y la tierra. Por ejemplo, arreglo mi día ahora para que incluso durante el día encuentre tiempo para orar. Antes, mi vida no tenía sentido. Ahora, estoy lleno de satisfacción interior. La primera vez que vi a Nuestra Señora, ocurrió un cambio en mi alma y en mi corazón. Antes, a menudo evitaba la oración, pero ahora la diferencia es tan grande que realmente no puedo describirla. Tengo confianza y no tengo miedo, porque sé quién me guía y, por lo tanto, no tengo miedo a la muerte. La gente de nuestra parroquia, y todas las personas, deberían sentirse así”. Iván
En agosto de 1981 presentó su solicitud al seminario de la provincia franciscana de Herzegovinia, ya conocida por las supuestas apariciones. Fue enviado a un seminario en Visoko. En el seminario, también afirmó tener apariciones diarias. Nuevamente no pudo pasar la primera clase y fue enviado al gimnasio en Dubrovnik, donde se pensó que pasaría la clase más fácilmente. Así, en otoño de 1982, fue transferido del seminario franciscano al gimnasio humanista en Dubrovnik. Tampoco tuvo éxito allí y dejó la escuela por completo en enero de 1983.
Mientras estaba en el seminario franciscano, afirmó que la Virgen María (La Gospa) llegó a una imagen de Jesús y dijo:
"Ángel, este es tu padre", que nunca fue enseñado por ninguna denominación cristiana. También afirmó, como Vicka Dragičević, que la Virgen María (La Gospa) le contó su biografía desde diciembre de 1982 hasta mayo de 1983.